# Epístola de Policarpo a los Filipenses

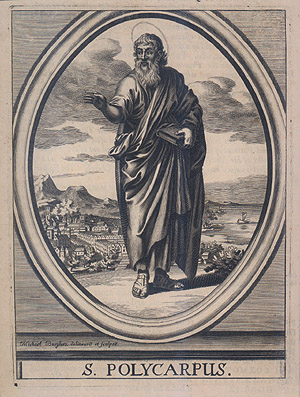
Ilustración de San Policarpo de Esmirna.

La epístola de Policarpo a los Filipenses es un escrito epistolar del siglo II, considerado como parte del corpus de los así llamados Padres apostólicos. Se trata de una respuesta que Policarpo de Esmirna habría enviado a la comunidad de Filipos que le pedía una copia de las cartas de Ignacio de Antioquía.
Partiendo de contenidos ya explicitados en la carta de Clemente, da algunos consejos de vida moral acompañados por elementos doctrinales. Se subraya en ella la obediencia que se ha de tener hacia los presbíteros.

## Composición
Se ha discutido sobre la unidad del texto y las posiciones no son todavía concordes. De hecho, Ireneo de Lyon menciona que Policarpo habría escrito no una sino varias epístolas, sea a comunidades cristianas, sea también a sus obispos y refiere específicamente esta a los filipenses. Percival Harrison sostiene que se trata de dos cartas: una que habría sido escrita estando Ignacio de Antioquía con vida y comprende los capítulos del 13 y 14 de la epístola. Se trataría simplemente de una nota que acompañaba las cartas de Ignacio de Antioquía que los filipenses le habían pedido. El resto, o la otra carta, habría sido elaborada ante los problemas causados por el marcionismo hacia el año 135. Dada la antigüedad de las fuentes, la unión de ambos textos se habría producido muy tempranamente.
Otro elemento que se ha evidenciado es que toda la carta está entretejida de citas de las cartas de Pablo, de la primera de Pedro y de la carta de Clemente de Roma a los corintios, y que, sin embargo, no hay citas del Antiguo Testamento.

## Texto
El texto griego conservado va desde el capítulo 1 al versículo 2 del capítulo 9. El resto del capítulo 9 se encuentra reportado en la Historia Ecclesiastica de Eusebio de Cesarea así como el 13. Toda la carta se conserva en un texto latino.
Se trata de un escrito sencillo, sin arreglos retóricos ni profundización teológica que incluso ha sido considerada como «lugar común».

### Doctrina y praxis
La epístola defiende las doctrinas de la encarnación y de la muerte redentora de Cristo en la Cruz. En cuanto a la jerarquía eclesiástica, Policarpo recomienda la obediencia a los presbíteros, o sea los ancianos, a quienes enfatiza particularmente la atención a los desvalidos, así como ejercitar la misericordia en los juicios y decisiones que tomen. También invita a los cristianos a rezar por las autoridades civiles y los enemigos del cristianismo: «Rogad también por los reyes y autoridades y príncipes, y por los que os persiguen y aborrecen, y por los enemigos de la cruz, a fin de que vuestro fruto sea manifestado en todas las cosas y seáis perfectos en Él» 